# Ritter-Raschen-Platz
Der Ritter-Raschen-Platz ist ein historischer, kleiner begrünter Platz in Bremen im Stadtteil Walle.

## Name
Der Platz ist benannt worden nach dem Ritter, Offizier und Diplomaten Christoph Ludwig Raschen (1584–1645), der von 1633 bis 1635 schwedischer Resident und bevollmächtigter Minister in Bremen, Hamburg, Lübeck und im Niedersächsischen Reichskreis. 1635 pachtete er das Gut Walle. Bestattet wurde er 1645 neben der Waller Kirche, der er das Geld zum Bau des Backsteinturmes spendete. 
Die am Platz befindlichen Straßen wurden  benannt als Waller Heerstraße nach dem Stadtteil Walle und dieser nach einem Hof zu Walle, Ritter-Raschen-Straße (s.o), Langeooger Straße nach der Insel Langeoog, Stiftstraße  bzw. Almatastraße zur Erinnerung an das Almatastift von 1892 (Almata Reismann), Apenrader Straße nach der dänischen Stadt Aabenraa, Dünenstraße nach den Dünen und Travemünder Straße nach dem Stadtteil Lübeck-Travemünde.

## Geschichte
1139 wurde das Dorf Walle erstmals erwähnt. In der Bremer Franzosenzeit von 1806 bis 1814 wurde der vorbeiführende Weg zu einer Militärstraße ausgebaut. Mit dem Bau der Häfen von 1885 bis 1914 fand die Ansiedlung von Industriebetrieben statt. An der Waller Heerstraße und am Platz entstand eine dichtere Bebauung mit Miethäusern für die Arbeiter. Bei den Luftangriffen auf Bremen wurden 1944 in Walle rund 25.000 Wohnungen zerstört. In den 1950 bis 1970er Jahren erfolgte ein zügiger Wiederaufbau. Der dreieckige Platz wurde begrünt. 2002 wurden südliche Teile der Waller Heerstraße ein Sanierungsgebiet. 

## Gebäude am Platz
- Ritter-Raschen-Platz Nr. 1 bis 3: 2-gesch. Wohnhäuser von nach 1960.
- Ritter-Raschen-Platz Nr. 4 bis 8: 3-gesch. verputzte Wohnhäuser von nach 1960.
- Ritter-Raschen-Platz Nr. 10:  2/3-gesch. Wohnhaus mit Klinkerfassade  aus den 1920er Jahren.
- Waller Heerstraße Nr. 184ff: 2/3-gesch. Wohnhausgruppe mit Klinkerfassade aus den 1920er Jahren.
- Waller Heerstraße Nr. 197: 2-gesch. Gebäude als evangelisches Landeskirchliches Gemeinschaftszentrum Walle.
- Dünenstraße Nr. 2/4: 3-gesch. moderne Anlage als Haus der Familie Walle im  Sozialzentrum Gröpelingen/Walle für Familienberatungen und u. a. für alleinerziehende Mütter.
- Travemünder Straße Nr. 1: 4-gesch. modernes Wohnhaus.

## Kunstobjekte, Mahnmale
- Kriegerdenkmal 1870/71, errichtet 1872 auf dem Waller Friedhof und 1899 zum Ritter-Raschen-Platz versetzt.
- Die bunte kindgerechte Keramikskulptur Ritter Rasch vor dem Kinderhaus Schnecke und der Waller Kirche an der Langen Reihe von Lutz Weißig wurde 2017 in der Bildhauerwerkstatt der Justizvollzugsanstalt Oslebshausen (JVA) geschaffen und erinnert an Ritter Raschen und seinen gespendeten Kirchturm.[1]
- Pferdebrunnen IV von 1977, seit 2006 auf dem Waller Dorfplatz an der Achterbergstraße, Ecke Stiftstraße von Gerhard Lange.[2]

## Verkehr
1879 wurde von der Großen Bremer Pferdebahn die zweite Pferdebahnlinie von Hastedt nach Walle eröffnet, die in den Grundzügen noch heute besteht.
Ab 1899 führte die elektrifizierte Straßenbahn Bremen bis Walle-Bogenstraße. 1908 erfolgte die Einführung der Liniennummern 1 bis 8. 
Die Straßenbahnlinien 2 (Gröpelingen – Domsheide – Sebaldsbrück) und seit 1939 die Linie 10 (Gröpelingen – Hauptbahnhof – Sebaldsbrück) fahren im Nahverkehr in Bremen am Platz vorbei.